# 倉谷鉱山
倉谷鉱山（くらたにこうざん）は、石川県石川郡犀川村（現在は金沢市に編入）の犀川最上流域にあった鉱山である。主な産出金属は、金、銀、銅、鉛。

## 概要
犀川上流の支流倉谷川西岸の山中にある。昭和中期まであった倉谷集落からは南方にあたり、成ヶ峰（標高1055.8m）の東斜面にあたる。ただしこれは明治時代の位置であり、藩政期にはさらに鉱区が拡がっていた可能性がある。藩政期には「倉谷山」または「倉谷かね山」と呼ばれていた。本鉱山は犀川最上流部に位置するため、今日では山間奥地の行き止まり感が強いが、かつては倉谷集落から、いわゆる塩硝街道（富山県道54号福光上平線）沿いのブナオ峠や中河内（なかのこうち）集落等に通ずる道があり、鉄道・自動車発達前の明治期以前は、越中との交易ルートとして機能していたと考えられる。
金山としての知名度が高いが、藩政期の産出は銀を主体とした。銀含有方鉛鉱から銀を採取していた。一方で金沢城の鉛瓦に用いた鉛は本鉱山産と言われることがあるが、鉛の同位元素比の測定から、その可能性は薄いとされる（鉛瓦は富山県新川郡長棟鉛山産とのこと）。菱マンガン鉱・車骨鉱の産地としても知られる。なお鉱山周辺は熊出没地帯でもあり、安易に現地に踏み込むのは危険である。

## 歴史

### 採掘開始
文禄3年（1594年）または慶長13年（1608年）に採掘が始められたと伝える。慶長17年（1612年）7月には加賀藩より「倉谷山」に関する定書が出され、金が出たら報告すべきこと、倉谷村地内重倉(しげくら)に町屋をたて商売すべきことなどが定められている（『万治以前定書』加越能文庫）。慶長期から寛永期にかけてが最盛期で、元和元年（1615年）には越中砺波郡城端村の孫右衛門が運上金23枚で請け負って結局45枚を上納した例も確認できる（『城端村御印写』川合文書）。
またこの頃には銀も多く採掘されており、運上銀を年に100貫目ばかり上納、「本重倉」に開かれた銀山町は盛況だった。家数200軒とも400軒ともいわれる。銀山町には後町・新町・遊女町・金くら町などの各町があり、また寺院も4寺あって、歌舞伎・相撲なども催されたという。後に倉谷川の洪水でこの銀山町は流出し、1里ほど下流の二又村地内に同様の町名で再建されて、再び賑わいをみせた（『亀の尾の記』）。

### 採掘量の減少・閉山
しかしその後、本鉱山の採掘量が徐々に減少するにつれ、銀山町の家数も減じ、寛永16年（1639年）には多数派遣されていた加賀藩の奉行も引き上げ、以後鉱山は会所裁許となった。この頃には運上銀は年に5貫目7貫目、または銀10枚20枚になっていた。
万治2年（1659年）には、銀山町の代表42名が連印で鉱山の十村支配を願い出、ついに郡奉行支配に切り替えられたが、銀山町の家数は24から25軒に激減、閉山同然に陥った。残った者たちは田地がないためわずかの金銀を掘って生計を立て、年に銀6枚の運上を上げるのみとなった（『改作所旧記』）。
正徳4年（1714年）に廃絶。その後明和3年（1766年）、金沢町人道法寺屋藤左衛門が再掘し、安永元年（1772年）にも金沢町人貫屋与左衛門が再掘を企てたが不成功。安永5年（1776年）には最後に残っていた喜兵衛という銀山肝煎京屋市右衛門配下の鉱夫も金沢に出て、銀山は完全に閉鎖された（『加藩貨幣録』）。

### 採掘再開
時は流れて、1877年（明治10年）頃より再び採掘者が現れた。1887年（明治20年）に採掘をはじめた杉山次郎は、1894年（明治27年）倉谷鉱山株式会社を設立、洋式の採掘法により金・銀・銅・鉛を産出した。1909年（明治42年）までは坑夫数300名以上、鉱産金額15万円以上を数えていた（各年次『石川県統計書』）。山間奥深い場所にもかかわらず、倉谷集落には郵便局も設置された。

#### 鉱害問題の発生
しかしそのころ犀川の魚類（鮎・ゴリ等）が年々減少する事態が発生し、倉谷鉱山の鉱毒が原因だと疑われ、これをめぐって犀川の漁民との間に争議が発生した。1893年（明治26年）、沿岸の漁民が県に対して保護策を要求する陳情を行なったのがその発端である。漁民達は代表者を選んで鉱山側との折衝を始めたが、杉山は防止設備への経費を惜しみ、代表者3人を買収。この結果3人は折衝から手をひいてしまった。これを知って怒った住民百数十人が3人の家におしかけようとしたが、事前に広坂署員に探知され、大騒動に至らなかった。しかも陳情そのものに対して、県は訴えをとりあげなかった。とりあげなかった理由として、鉱山の経営が杉山から倉谷鉱業株式会社の手に移り、精錬の方法も洋式に改良されたことを説明した。このまま鉱害問題は解決しないまま放置された。

### 二度目の閉山
1909年（明治42年）にいたり、産出量が急激に衰えた。同年10月に当時の経営者である三井鉱業部が、産出量の乏しいこと・輸送の不便なことを理由に採鉱を中止を発表した。そのため先の鉱毒問題も自然消滅してしまった。昭和時代にいたり、三井鉱山が再掘を試みたが、1940年（昭和15年）1-2月の大雪崩により計21名が犠牲となる事故があり、そのまま閉山となった。この辺りは豪雪地帯で、明治以降に限っても度々雪崩が生じ、犠牲者を出していた。
以後、本鉱山は長らく放置状態となり、当時のズリ山の所在地も判りづらくなってきている。現在当地は、金沢市の上水道の水源地帯であり、かつて発生したとされる鉱毒の懸念をはねつけてまでの採掘再開はありえないと考えられている。

## 沿革
- 1594年（文禄3年（改作所旧記による））または1608年（慶長13年） - 百姓新右衛門 により採掘始まる。
- 1612年（慶長17年） - 「倉谷山」に関する定書が加賀藩より出される。
- - 寛永期 - 銀山として最盛期
- 1714年（正徳4年） - 廃絶
- 1877年（明治10年）ころ - 明治期の採掘はじまる
- 1909年（明治42年） - 採掘中止を発表
- 1940年（昭和15年） - 再掘試みるも雪崩事故により閉山